# デカポリス (ゲーム)
『デカポリス』（DECAPOLICE）は、レベルファイブより2026年に発売予定のゲームソフト。対応プラットフォームはNintendo Switch・PlayStation 5・PlayStation 4。
レベルファイブの新規IPによるクライムサスペンスRPG。
2023年2月9日の「Nintendo Direct」にてタイトルが発表された。当初は2023年内の発売を予定していたが、2023年11月29日に配信された『LEVEL5 VISION 2023 II』の中で、2024年内に発売が延期になった。さらに2024年9月24日に配信された『LEVEL5 VISION 2024 TO THE WORLD’S CHILDREN』にて、2026年への発売延期が発表された。

## 登場キャラクター
ハーバード・マークス
声：斉藤壮馬
カール・オックスフォード
声：梶裕貴
チャン・チンホワ
声：林勇
マニマニー・マノア
声：諸星すみれ
マイキー・プリンストン
声：武内駿輔
グレンガー・ボストン
声：三宅健太
ミサエ・ケンブリッジ
声：嶋村侑